# Бил Талбърт
Уилям Франклин Талбърт (на английски: William Franklin Talbert) е американски тенисист.

## Биография
Уилям Франклин Талбърт е роден на 4 септември 1918 г. в Синсинати, Охайо.
Талбърт е с диабет тип 1, един от малкото, за които се знае в спорта на високо състезателно ниво. В продължение на много години той е пример за това, как може да се живее с такава диагноза.
Преди да започне в международния тур, той играе за университета в Синсинати и печели титлата на щата Охайо на сингъл през 1936 г.

## Кариера
Бил Талбърт е класиран в топ 10 на САЩ от 1941 до 1954 г. и е класиран за номер 3 в света през 1949 г. от Джон Олиф от „Дейли Телеграф“. Той печели девет титли от Големия шлем на двойки. Достига девет пъти финалите на двойки мъже на Националния шампионат на САЩ, главно с Гарднър Мълой, любимия му партньор. Той е играч на Купа Дейвис и един от най-успешните капитани в историята на отбора на САЩ за Купа Дейвис.
Роден в Синсинати, Талбърт все още държи рекордите на местния турнир Синсинати Оупън в родния си град. Рекордите му са, за най-много титли на двойки – 6, най-много участия на финали – 14, и най-много участия на сингъл – 7. Той печели три титли на сингъл, през 1943, 1945 и 1947 г., и шест титли на двойки, през 1943, 1944, 1945, 1947, 1951 и 1954 г.
Талбърт достига до финала на Шампионата на САЩ през 1944 и 1945 г., като губи и двата финала от Франк Паркър. Достига до полуфинал на Шампионата на Франция през 1950 г., като губи от Бъдж Пати с 13-11 в петия сет.
През 1967 г. Бил Талбърт е включен в Международната зала на славата на тениса.

## Кариерна статистика

#### Финли на сингъл на турнири отГолям шлем(2)
| година | турнир | съперник     | резултат                   |
| ------ | ------ | ------------ | -------------------------- |
| 1944   | ОП САЩ | Франк Паркър | 4 – 6, 6 – 3, 3 – 6, 3 – 6 |
| 1945   | ОП САЩ | Франк Паркър | 12 – 14, 1 – 6, 2 – 6      |